# باتريك مبوما
هنري باتريك مبوما ديم (بالفرنسية: Patrick Mboma)‏، من مواليد 15 نوفمبر 1970 في دوالا في الكاميرون، لاعب كرة قدم كاميروني سابق.
بدأ مسيرته الكروية مع نادي باريس سان جيرمان الفرنسي في عام 1990، ولعب معهم حتى عام 1992، وفي عام 1992 انتقل إلى نادي شاتيرو الفرنسي، ولعب معهم حتى عام 1994، وشارك معهم في 48 مباراة وسجل 12 هدف، وفي موسم 1994/1995 انتقل إلى نادي باريس سان جيرمان الفرنسي، ولعب معهم 8 مباريات وسجل هدف واحد، وفي موسم 1995/1996 انتقل إلى نادي متز الفرنسي، ولعب معهم 17 مباراة وسجل 4 أهداف، وفي موسم 1996/1997 انتقل إلى نادي باريس سان جيرمان الفرنسي، ولعب معهم 8 مباريات وسجل هدف واحد، وفي موسم 1997/1998 انتقل إلى نادي غامبا أوساكا الياباني، ولعب معهم 34 مباراة وسجل 29 هدف، وفي عام 1998 انتقل إلى نادي كالياري الإيطالي، ولعب معهم حتى عام 2000، وشارك معهم في 40 مباراة وسجل 15 هدف، وفي موسم 2000/2001 انتقل إلى نادي بارما الإيطالي، ولعب معهم 24 مباراة وسجل 5 أهداف، وفي عام 2002 انتقل إلى نادي سندرلاند الإنجليزي، ولعب معهم 9 مباريات وسجل هدف واحد، وفي موسم 2002/2003 انتقل إلى نادي الاتحاد الليبي، وفي موسم 2003/2004 انتقل إلى نادي طوكيو فيردي الياباني، ولعب معهم 35 مباراة وسجل 17 هدف، وفي موسم 2004/2005 انتقل إلى نادي فيسيل كوبي الياباني، ولعب معهم 10 مباريات وسجل هدفين.

## المسيرة الدولية
و قد لعب مع منتخب الكاميرون لكرة القدم بين عامي 1995 و2002، وقد شارك معهم في 56 مباراة وسجل 33 هدف. وشارك في كأس العالم 98، 2002، وسجل هدفا للكاميرون فيها وكان ضد أيرلندا.

## روابط خارجية
- باتريك مبوما على موقع الاتحاد الدولي (مؤرشف)  (الإنجليزية)
- باتريك مبوما على موقع رابطة كرة القدم اليابانية للمحترفين (اليابانية)
- باتريك مبوما على موقع قاعدة بيانات كرة القدم.إي يو (الإنجليزية)
- باتريك مبوما على موقع ليكيب (الفرنسية)
- باتريك مبوما على موقع ناشيونال فوتبول تيمز (الإنجليزية)
- باتريك مبوما على موقع Soccerbase.com (لاعب) (الإنجليزية)
- باتريك مبوما على موقع Soccerway.com (الإنجليزية)
- باتريك مبوما على موقع عالم كرة القدم.نت (الإنجليزية)
- باتريك مبوما على موقع كووورة
- باتريك مبوما على موقع أوليمبيديا (الإنجليزية)